# 金田健一郎
金田 健一郎（かねだ けんいちろう、1966年12月23日 - ）は、競輪選手。日本競輪選手会大阪支部所属、ホームバンクは岸和田競輪場。日本競輪学校（当時。以下、競輪学校）第60期生。師匠は杉本歳宏（18期）。

## 来歴
清風高等学校時代は器械体操選手としてインターハイや国民体育大会に出場。競輪学校時代は卒業記念レースで優勝。在校競走成績は第2位（64勝）。
1987年9月6日、西宮競輪場でデビューし2着。初勝利は同年同月7日の同場。
2012年11月27日現在、GI（相当年代も含む）で9回の決勝進出歴がある。うち、1996年の高松宮杯競輪（大津びわこ競輪場）と1997年の日本選手権競輪（岸和田競輪場）において、ともに3着に入った。また、GII（相当年代も含む）では5回の決勝進出歴があり、1997年のふるさとダービー（観音寺競輪場）で2着に入った。この他、1989年の全日本新人王戦（小倉競輪場）でも決勝に進出している（4着）。